# جایزه تی‌سی‌ای برنامه سال
جایزه تی‌سی‌ای برنامه سال (انگلیسی: TCA Award for Program of the Year) یکی از جوایز تی‌سی‌ای است که توسط انجمن منتقدان تلویزیون اهدا می‌شود.

## برندگان و نامزدها
| سال                                                                  | برنده                                                                      | دیگر نامزدان |
| -------------------------------------------------------------------- | -------------------------------------------------------------------------- | --- |
| ۱۹۸۴–۱۹۸۵ (۱)                                                        | جواهر تاج (پی‌بی‌اس)                                                         | - بازی‌های المپیک تابستانی ۱۹۸۴ (ای‌بی‌سی) - تخت آتشین (ان‌بی‌سی) - چیرز (ان‌بی‌سی) - شوی کازبی (ان‌بی‌سی) - دید خشن (ان‌بی‌سی) - میامی وایس (ان‌بی‌سی) - سنت السور (ان‌بی‌سی)              |
| ۱۹۸۵–۱۹۸۶ ۲                                                          | مرگ فروشنده (سی‌بی‌اس) و<خانواده ناپدیدشده: بحران در آمریکای سیاه]] (سی‌بی‌اس) | - رویای سبز (پی‌بی‌اس) - شوی کازبی (ان‌بی‌سی) - یک سرماریزه زود (ان‌بی‌سی) |
| ۱۹۸۶–۱۹۸۷ (۳)                                                        | چشم به جایزه (پبی‌بی‌اس)                                                     | - Liberty Weekend coverage (ABC) - L.A. Law (NBC) - Promise (CBS) - St. Elsewhere (NBC)                                                                                      |
| 1987-1988 (4th)                                                      | Dear America: Letters Home from Vietnam (HBO)                              | - Frank's Place (CBS) - L.A. Law (NBC) - St. Elsewhere (NBC) - The Wonder Years (ABC)                                                                                        |
| 1988-1989 (5th)                                                      | Lonesome Dove (CBS)                                                        | - Murderers Among Us: The Simon Wiesenthal Story (HBO) - War and Remembrance (ABC)                                                                                           |
| 1989-1990 (6th)                                                      | Twin Peaks (ABC)                                                           | - Eyes on the Prize II (PBS) - L.A. Law (NBC) - The Simpsons (Fox) |
| 1990-1991 (7th)                                                      | The Civil War (PBS)                                                        | - Gulf War coverage (CNN) - Northern Exposure (CBS) |
| 1991-1992 (8th)                                                      | Northern Exposure (CBS)                                                    | - Brooklyn Bridge (CBS) - I'll Fly Away (ان‌بی‌سی) - سیمپسون‌ها (فاکس) |
| ۱۹۹۲–۱۹۹۳ ۹                                                          | Barbarians at the Gate (HBO)                                               | - چیرز (ان‌بی‌سی) - Homicide: Life on the Street (ان‌بی‌سی) - ساینفلد (ان‌بی‌سی) - سیمپسون‌ها (فاکس)                                                                                |
| ۱۹۹۳–۱۹۹۴ (10th)                                                     | برنامه آخر وقت با دیوید لترمن (سی‌بی‌اس)                                     | - بازی‌های المپیک زمستانی ۱۹۹۴ (سی‌بی‌اس) - رکود بزرگ (پی‌بی‌اس) - Gypsy (سی‌بی‌اس) - NYPD Blue (ای‌بی‌سی) - Prime Suspect 3 (PBS)                                                    |
| 1994-1995 (11th)                                                     | بخش فوریت‌های پزشکی (ان‌بی‌سی)                                                | - Baseball (پی‌بی‌اس) - Homicide: Life on the Street (ان‌بی‌سی) - به اصطلاح زندگی من (ای‌بی‌سی) - پرونده‌های ایکس (فاکس)                                                            |
| ۱۹۹۵–۱۹۹۶ (12th)                                                     | Homicide: Life on the Street (NBC)                                         | - ER (NBC) - Gulliver's Travels (NBC) - Murder One (ABC) - NYPD Blue (ABC)                                                                                                   |
| 1996-1997 (13th)                                                     | EZ Streets (CBS)                                                           | - Homicide: Life on the Street (ان‌بی‌سی) - ادیسه (ان‌بی‌سی) - ساینفلد (ان‌بی‌سی) - پرونده‌های ایکس (فاکس)                                                                          |
| 1997-1998 (14th)                                                     | From the Earth to the Moon (HBO)                                           | - الی مک‌بل (Fox) - Homicide: Life on the Street (NBC) - Nothing Sacred (ABC) - ساوت پارک (کمدی سنترل)                                                                        |
| ۱۹۹۸–۱۹۹۹ ۱۵                                                         | سوپرانوز (اچ‌بی‌او)                                                          | - Everybody Loves Raymond (CBS) - The Farmer's Wife (PBS) - NYPD Blue (ABC) - The Practice (ABC) - Sports Night (ABC)                                                        |
| ۱۹۹۹–۲۰۰۰ ۱۶                                                         | بال غربی (ان‌بی‌سی)                                                          | - بافی قاتل خون‌آشام‌ها (دبلیو بی) - سکس و سیتی (اچ‌بی‌او) - سوپرانوز (اچ‌بی‌او) - Who Wants to Be a Millionaire? (ABC)                                                            |
| ۲۰۰۰–۲۰۰۱ ۱۷                                                         | سپورانوز (اچ‌بی او)                                                         | - بافی قاتل خون‌آشام‌ها (دبلیوبی) - دختران گیلمور (دبلیوبی) - بازمانده (سی‌بی‌اس) - بال غربی (ان‌بی‌ئی)                                                                            |
| ۲۰۰۱–۲۰۰۲ (18th)                                                     | ۲۴ (فاکس)                                                                  | - جوخه برادران (اچ‌بی‌او) - The Osbournes (ام‌تی‌وی) - The Shield (اف‌اکس) - شش فوت زیر زمین (اچ‌بی‌او)                                                                             |
| ۲۰۰۲–۲۰۰۳ نوزدهمین دوره جوایز تی‌سی‌ای                                 | امریکن آیدل (فاکس)                                                         | - ۲۴ (فاکس) - بومتاون (ان‌بی‌سی) - نمایش روزانه (کمدی سنترل) - وایر (اچ‌بی‌او)                                                                                                   |
| ۲۰۰۳–۲۰۰۴ ۲۰                                                         | فرشتگان در آمریکا (اچ‌بی‌او)                                                 | - کارآموز (ان‌بی‌سی) - پرورش شکست‌خورده (فاکس) - نمایش روزانه (کمدی سنترل) - سوپرانوز (اچ‌بی‌او)                                                                                  |
| ۲۰۰۴–۲۰۰۵ (21st)                                                     | کدبانوهای وامانده (ای‌بی‌سی)                                                 | - پرورش شکست‌خورده (فاکس) - نمایش روزانه (کمدی سنترل) - ددوود (اچ‌بی‌او) - لاست (ای‌بی‌سی)                                                                                        |
| ۲۰۰۵–۲۰۰۶ ۲۲                                                         | آناتومی گری (ای‌بی‌سی)                                                       | - ۲۴ (فاکس) - لاست (ای‌بی‌سی) - اداره (ان‌بی‌سی) - سوپرانوز (اچ‌بی‌او) |
| ۲۰۰۶–۲۰۰۷ ۲۳                                                         | قهرمان‌ها (ان‌بی‌سی)                                                          | - امریکن آیدل (فاکس) - Friday Night Lights (ان‌بی‌سی) - سیاره زمین (شبکه تلویزیونی دیسکاوری) - When the Levees Broke (HBO) - وایر (HBO)                                        |
| ۲۰۰۷–۲۰۰۸ ۲۴                                                         | مد من (ای‌ام‌سی)                                                             | - جان آدامز (اچ‌بی‌او) - لاست (ای‌بی‌سی) - The War (PBS) - وایر (HBO) |
| ۲۰۰۸–۲۰۰۹ (25th)                                                     | ناوبر فضایی گالاکتیکا (سای فای)                                            | - لاست (ای‌بی‌سی) - مد من (ای‌ام‌سی) - پخش زنده شنبه شب (ان‌بی‌سی) - The Shield (FX)                                                                                               |
| ۲۰۰۹–۲۰۱۰] ۲۶                                                        | گلی (فاکس)                                                                 | - بریکینگ بد (ای‌ام‌سی) - Friday Night Lights (NBC / The 101 Network) - لاست (ای‌بی‌سی) - خانواده امروزی (ای‌بی‌سی)                                                                |
| ۲۰۱۰–۲۰۱۱ (27th)                                                     | چراغ‌های شب جمعه (ان‌بی‌سی)                                                   | - امپراتوری بوردواک (اچ‌بی‌او) - بازی تاج‌وتخت (اچ‌بی‌او) - موجه (اف‌اکس) - پارک‌ها و تفریحات (ان‌بی‌سی)                                                                              |
| 2011-2012 (28th)                                                     | بازی تاج‌وتخت (اچ‌بی‌او)                                                      | - بریکینگ بد (ای‌ام‌سی) - دانتون ابی (پی‌بی‌اس) - هوملند (شوتایم) - مد من (ای‌ام‌سی)                                                                                               |
| ۲۰۱۲–۲۰۱۳ ۲۹                                                         | بریکینگ بد (ای‌ام‌سی)                                                        | - آمریکایی‌ها (اف‌اکس) - بازی تاج‌وتخت (اچ‌بی‌او) - خانه پوشالی (نتفلیکس) - مردگان متحرک (ای‌ام‌سی)                                                                                 |
| ۲۰۱۳–۲۰۱۴ ۳۰                                                         | بریکینگ بد (ای‌ام‌سی)                                                        | - بازی تاج‌وتخت (اچ‌بی‌او) - همسر خوب (سی‌بی‌اس) - نارنجی مد جدید است (نتفلیکس) - کارآگاه حقیقی (اچ‌بی‌او)                                                                          |
| ۲۰۱۴-۲۰۱۵ ۳۱                                                         | امپراتوری (Fox)                                                            | - آمریکایی‌ها (اف‌اکس) - بازی تاج‌وتخت (اچ‌بیاو) - مد من (ای‌ام‌سی) - Transparent (Amazon)                                                                                         |
| 2015-2016 (32nd)                                                     | مردم علیه او. جی. سیمپسون: داستان جنایی آمریکایی (اف‌اکس)                   | - آمریکایی‌ها (اف‌اکس) - فارگو (اف‌اکس) - بازی تاج‌وتخت (اچ‌بی‌او) - ساختن یک قاتل (نتفلیکس) - آقای ربات (یواس‌ای) - UnREAL (Lifetime)                                              |
| ۲۰۱۶–۲۰۱۷ ۳۳                                                         | سرگذشت ندیمه (هولو)                                                        | - آتلانتا (اف‌اکس) - دروغ‌های کوچک بزرگ (اچ‌بی‌او) - بازماندگان (اچ‌بی‌او) - چیزهای عجیب (نتفلیکس) - این ما هستیم (ان‌بی‌سی)                                                         |
| ۲۰۱۷–۲۰۱۸ ۳۴                                                         | آمریکایی‌ها (FX)                                                            | - آتلانتا (اف‌اکس) - جای خوب (ان‌بی‌سی) - سرگذشت ندیمه (هولو) - کشتن ایو (بی‌بی‌سی آمریکا) - این ما هستیم (ان‌بی‌سی)                                                                |
| ۲۰۱۸–۲۰۱۹ ۳۵                                                         | فلیبگ (Amazon)                                                             | - چرنوبیل (اچ‌بی‌او) - بازی تاج‌وتخت (اچ‌بی‌او) - ژست (اف‌اکس) - عروسک روسی (نتفلیکس) - وقتی آنها ما را می‌بینند (نتفلیکس)                                                          |
| align="center" style="background: #ececec; color: grey; ۲۰۱۹–۲۰۲۰ ۳۶ | نگهبانان (اچ‌بی‌او)                                                          | - بهتره با ساول تماس بگیری (ای‌ام‌سی) - خانم آمریکا (اف‌اکس) - شتز کریک (پاپ تی‌وی) - وراثت (اچ‌بی‌او) - باورنکردنی (نتفلیکس)                                                      |
| ۲۰۲۰–۲۰۲۱ ۳۷                                                         | تد لاسو (اپل تی‌وی+)                                                        | - بریجرتون (نتفلیکس) - هکز (اچ‌بی‌او مکس) - من ممکن است نابودت کنم (اچ‌بی‌او) - میر اهل ایست‌تاون (اچ‌بی‌او) - گامبی وزیر (نتفلیکس) - راه‌آهن زیرزمینی (آمازون) - وانداویژن (دیزنی+) |